# Komitet rodzicielski
Komitet rodzicielski – organizacja, organ przedstawicielski zrzeszający rodziców, powoływany na określony czas (np. rok lub dwa lata), współdziałający ze szkołą (dyrekcją, radą pedagogiczną, samorządem uczniowskim, organizacjami nadzorującymi placówkę) w sprawowaniu funkcji wychowawczych i opiekuńczych. Skład komitetu wybierany jest dobrowolnie, spośród rodziców uczniów danej placówki.
Komitety rodzicielskie mogły funkcjonować w szkołach do 31 sierpnia 2007 r. Zgodnie z nowelizacją art. 53 ustawy z dnia 7 września 1991 r. o systemie oświaty  (Dz.U. z 2004 nr 256, poz. 2572, z późn. zm.), dokonaną ustawą z dnia 11 kwietnia 2007 r. o zmianie ustawy o systemie oświaty oraz zmianie niektórych innych ustaw (Dz.U. z 2007 r. nr 80 poz. 542), w szkołach został wprowadzony obowiązek obligatoryjnego utworzenia rady rodziców, jako wewnętrznego organu szkoły reprezentującego rodziców uczniów szkoły. Tym samym ustawodawca wykluczył możliwość funkcjonowania organu nazwanego komitetem rodzicielskim.

## Zadania
Głównym zadaniem komitetu rodzicielskiego jest organizowanie współdziałania pomiędzy rodzicami, a kierownictwem placówki szkolnej, wychowawcami i nauczycielami, w sprawach wychowawczych, kształceniowych, a także podnoszenia jakości działania szkoły w obszarze dydaktycznym i wychowawczym. Oprócz tego komitet rodzicielski prowadzi działalność z zakresu opieki nad uczniami w szkole i poza nią (np. organizuje lub współorganizuje wycieczki, spotkania edukacyjne, czy wzmacnia obsadę opiekunów podczas tych działań), współdziała też w zakresie zabezpieczania materialnej strony działania szkoły (np. poprzez zbiórkę funduszy lub rzeczy na określone cele). Zasób finansowy komitetu rodzicielskiego jest nierzadko głównym źródłem unowocześniania bazy dydaktycznej placówki szkolnej. Komitet działa zgodnie z ustawą o systemie oświaty i regulaminem zatwierdzonym przez ogólne zebranie rodziców.
W niektórych krajach komitety rodzicielskie przyjmują formę towarzystw rodzicielsko-nauczycielskich. W Polsce, po 1989, zostały w części szkół zastąpione przez rady rodziców pełniące podobne funkcje.
Komitet rodzicielski może być formą pedagogizacji rodziców.

## Skład
W skład komitetu rodzicielskiego wchodzą najczęściej: przedstawiciele rodziców (często są to tzw. trójki klasowe – przedstawiciele rodziców dzieci wybrani w poszczególnych klasach), dyrektor szkoły, kierownik internatu (w przypadkach, gdy szkoła posiada internat), jak również czasem przedstawiciele organizacji społecznych, czy fundacji współpracujących ze szkołą. W okresie komunistycznym do komitetów rodzicielskich zapraszano też przedstawicieli lokalnych zakładów pracy współpracujących ze szkołą lub będących miejscowym potentatem gospodarczym.

## Fundusze
Komitet rodzicielski dysponuje własnym funduszem, tworzonym w drodze dobrowolnych składek członków, zasiłków zewnętrznych, wpłat sponsorów, bądź dochodów z działalności własnej (kiermaszy, imprez i innych).